# Front Nacional (Txecoslovàquia)
El Front Nacional (en txec Národní fronta; en eslovac Národný front), també conegut com a Front Nacional de Txecs i Eslovacs, va ser una aliança política durant l'antiga Txecoslovàquia. Durant la seva primera etapa, d'igual forma que d'altres experiències similars com el Front Popular Patriòtic hongarès o el Front Nacional d'Alemanya Democràtica, era una aliança transversal com a moviment de resistència en la clandestinitat, i després de l'alliberament, adoptà una estratègia front populista i acabà sent un moviment de masses del Partit Comunista de Txecoslovàquia (KSČ).

## Història
Després de la crisi dels Sudets i l'ocupació alemanya, Txecoslovàquia va desaparèixer del mapa d'Europa. El que quedava sense annexionar de les terres txeques es van convertir en el Protectorat de Bohèmia i Moràvia, mentre que Eslovàquia, amb el territori que li quedava després de les annexions hongareses (en el Primer arbitratge de Viena i amb la invasió de Rutènia), es va independitzar amb el beneplàcit d'Alemanya. Tanmateix, les forces democràtiques van seguir unides després de la partició, formant al 1943 el Front Nacional com espai de resistència a l'ocupació.
Un cop alliberats els territoris, van començar les friccions i contradiccions entre els diferents partits que la componien. Mentre els partits liberals i de dretes la consideraven conjuntural mentre no es resolia la transició, el Partit Comunista i les forces d'esquerres ho veien com una oportunitat per esdevenir hegemònics. I així ho van aconseguir amb el suport soviètic, un cop van rebutjar el control del Govern txecoslovac a l'exili amb la formació del govern de Košice.
Posteriorment, a les eleccions legislatives de 1946 només s'hi van poder presentar les organitzacions que en formaven part del Front, guanyant-les el Partit Comunista, especialment a les zones de Bohèmia i Moravia i Silèsia, mentre que a Eslovàquia va vèncer el Partit Democràtic. Després del cop txec del KSČ al 1948, el Front va adquirir un caràcter front populista semblant a les aliances del bloc comunista. Tots els partits membres van acceptar el lideratge del KSČ com a condició per a la seva continuïtat. Al 1969, el país es va reorganitzar com a federació de la República Socialista Txeca i la República Socialista Eslovaca. Es van crear organitzacions separades del Front Nacional per a cada component federal, que van proposar candidats al Consell Nacional Txec i al Consell Nacional Eslovac.

## Membres

### Partits membres (1943-1948)
| Partit                             | Logotip  | Escons (1946) | Ideologia                  | Territori  |
| ---------------------------------- | -------- | ------------- | -------------------------- | ---------- |
| Partit Comunista de Txecoslovàquia |          | 93 / 300      | Comunisme                  | Txèquia    |
| Partit Comunista d'Eslovàquia      | 21 / 300 | Comunisme     | Eslovàquia                 |            |
| Partit Democràtic                  |          | 43 / 300      | Conservadorisme, Agrarisme | Eslovàquia |
| Partit Socialdemòcrata             |          | 37 / 300      | Socialdemocràcia           | Txèquia    |
| Partit Nacional Social Txec        |          | 55 / 300      | Socioliberalisme           | Txèquia    |
| Partit Popular                     |          | 46 / 300      | Democràcia cristiana       | Txèquia    |
| Partit de la Llibertat             |          | 3 / 300       | Democràcia cristiana       | Eslovàquia |
| Partit Laborista                   |          | 2 / 300       | Socialdemocràcia           | Eslovàquia |

### Partits membres (1948-1990)
| Partit                             | Logotip   | Ideologia          | Territori  |
| ---------------------------------- | --------- | ------------------ | ---------- |
| Partit Comunista de Txecoslovàquia |           | Comunisme          | Txèquia    |
| Partit Comunista d'Eslovàquia      | Comunisme | Eslovàquia         |            |
| Partit del Renaixement Eslovac     |           | Socialisme cristià | Eslovàquia |
| Partit Popular                     |           | Socialisme cristià | Txèquia    |
| Partit Nacional Social Txec        |           | Socioliberalisme   | Txèquia    |
| Partit de la Llibertat             |           | Socioliberalisme   | Eslovàquia |

## Resultats electorals

### Assemblea Nacional
| Any  | Vots      | %     | Escons    | +/– | Pos. |
| ---- | --------- | ----- | --------- | --- | ---- |
| 1948 | 6,424,734 | 89.2% | 300 / 300 | 300 | 1r   |
| 1954 | 8,484,102 | 97.9% | 368 / 368 | 68  | = 1r |
| 1960 | 9,059,838 | 99.9% | 300 / 300 | 68  | = 1r |
| 1964 | 9,412,309 | 99.9% | 300 / 300 | =   | = 1r |

### Assemblea Federal
| Any  | Vots       | %      | Cambra del Poble | +/– | Pos. | Vots       | %      | Cambra de les Nacions | +/– | Position |
| ---- | ---------- | ------ | ---------------- | --- | ---- | ---------- | ------ | --------------------- | --- | -------- |
| 1971 | 10,153,572 |        | 200 / 200        | 100 | 1r   | 10,144,464 |        | 150 / 150             | 150 | 1r       |
| 1976 | 10,605,762 | 99.97% | 200 / 200        | =   | = 1r | 10,605,672 | 99.97% | 150 / 150             | =   | = 1r     |
| 1981 | 10,725,609 | 99.96% | 200 / 200        | =   | = 1r | 10,725,895 | 99.96% | 150 / 150             | =   | = 1r     |
| 1986 | 10,871,881 | 99.4%  | 200 / 200        | =   | = 1r |            |        | 150 / 150             | =   | = 1r     |